# Sušma Svarádžová
Sušma Svarádžová (hindsky ; Suṣamá Svarádž 14. února 1952 Ambála – 6. srpna 2019, Nové Dillí) byla indická politička z Indické lidové strany, od roku 2014 ministryně zahraničí ve vládě Naréndry Módího.

## Život
Sušma Svarádžová se narodila 14. února 1952 ve městě Ambála ve spolkové státě Harijána do bráhmanské rodiny, její otec byl významným členem Národního svazu dobrovolníků. Vystudovala právo na Pandžábské univerzitě v Čandígarhu a od roku 1973 pracovala jako advokátka u indického Nejvyššího soudu.
V roce 1977 byla poprvé zvolena do harijánského parlamentu, v letech 1987 až 1990 byla harijánskou ministryní školství. Od roku 1979 byla předsedkyní Lidové strany ve státě Harijána a od roku 1990 byla členkou horní komory Indického parlamentu, od roku 1996 byla členkou dolní komory Indického parlamentu.